# MECAR ARP-RFL-40N
ARP-RFL-40N – belgijski nasadkowy granat przeciwpancerny produkowany przez firmę MECAR SA.
Granat ARP-RFL-40N może być miotany przy pomocy dowolnego karabinu kalibru 5,56 mm z urządzeniem wylotowym o średnicy 22 mm, przy pomocy naboju ślepego. Prędkość początkowa granatu jest równa 90 m/s. Zasięg maksymalny wynosi 500 m, skuteczny 150-200 m. Granat posiada głowicę kumulacyjna przebijającą pancerz stalowy o grubości do 100 mm lub warstwę betonu o grubości 300 mm. Zapalnik uderzeniowy, uzbrajający się po przeleceniu przez granat 6 m.